# Edvard Rusjan
Edvard Rusjan [édvart rúsjan, édvarda rúsjana], slovenski letalski konstruktor, pilot in pionir letalstva, * 6. junij 1886, Trst, † 9. januar 1911, Beograd.

## Življenje in delo
Rusjan je bil prvi slovenski letalec. Prvič je poletel na področju Malih Rojc v okolici Gorice 25. novembra 1909 z dvokrilnim letalom lastne konstrukcije EDA I, ki ga je zgradil skupaj s svojim bratom Josipom Rusjanom-Pepijem na Vipavskem. Po njem je poimenovano Letališče Edvarda Rusjana Maribor, poleg tega pa tudi goriški aeroklub.
Edvardov oče Franc Rusjan je bil goriški Slovenec, mati Grazia Cabas pa je prihajala iz furlanske Medeje. Družina se je zaradi očetovega dela preselila v Trst, tam pa se je junija 1886 rodil sin Edvard.
Edvard se je ukvarjal tudi s kolesarstvom, nad takrat bujno rojevajočim se letalstvom pa ga je leta 1905 navdušila strokovna literatura s tega področja. Njegovo navdušenje se je odražalo v ustvarjanju, kakršna je njegova prva letalska maketa iz kartona in palic bambusa po imenu Papirnata vragolija, ki je nastala v očetovi delavnici pod velikim Edvardovim napisom »Fabrique technique d'aeroplans Rusjan«. Isto navdušenje ga je vodilo tudi na srečanje letalskih pionirjev 8. in 9. septembra 1909 v kraj Montichiara v bližini severnoitalijanske Brescie. Tam je od francoskega letalca Louisa Bleriota kupil motor znamke Anzani s 25 konjskimi močmi, ki ga je njegov prejšnji lastnik pred kratkim uporabil za prelet Rokavskega preliva.
Tekmovalno leto 1909, polno letalskih inovacij in tehničnih rešitev ter tekmovanj v trajanju in dolžini poletov, je bilo vroče tudi za brata Edvarda in Josipa Rusjan. Izdelala sta namreč svoje prvo letalo EDA I z dolžino dvanajst metrov in razponom dveh kril 8 metrov. Prvi polet s tem letalom se je zgodil novembra tega leta, na višini 2 metrov in z dolžino 60 metrov; že 29. novembra 1909 v poletu pri Malih Rojcah v Gorici pa se letalo ni dotaknilo tal 600 metrov. Edvard je nato v začetku decembra dosegel višino 12 metrov. Pomembnost tega dejanja zavoljo primerjanja z njunimi sodobniki v ZDA in najbolj razvitih državah Zahodne Evrope ni v dimenzijah ali trajanju poleta, pač pa ob razmišljanju v okvirih njunega proračuna in drugih sredstev - bila sta namreč načrtovalca, konstruktorja in pilota obenem.
Delo se je nato nadaljevalo s trokrilcem EDA II, ki je nosilo mnoge tehnične izboljšave, a je končalo razbito. EDA III in bržčas tudi EDA IV, sta bila dvokrilna zrakoplova, nadaljnji modeli pa so bili enokrilni. V veliko pomoč delu bratov je bila njuna sestra Luiga Gigia, ki je šivala platna kril. Pod rokami Rusjanov je nadalje nastalo še šest novih letal, medtem pa sta proizvodnjo preselila v lopo blizu Mirna, kjer sta na bližnjih travnikih pred javnostjo preizkušala svoje stvaritve; na tem območju je kasneje nastalo tudi goriško-mirensko letališče.
Edvard je na prvi letalski prireditvi nastopil po uspešnih poskusih z EDO V in EDO VI 28. marca 1910. Slednja je nastopila tudi na mitingu 29. junija istega leta, tokrat je poletela 40 metrov visoko in preletela celotno mirensko polje.
Po izdelavi EDE VII je konstruktorjema zmanjkalo financ, takisto pa očetovih prihrankov, zaradi česar sta se neuspešno skušala dokopati do finančne pomoči v tujini. Naposled je 1910. leta Edvard na kolesarski dirki spoznal zagrebškega fotografa in poslovneža Mihajla Merćepa in ta mu je ponudil sodelovanje. Brata sta se zato preselila v Zagreb in se začela spogledovati s serijsko izdelavo in prodajo letal. Septembra 1910 je tako nastal prototip letala z motorjem Gnome, katerega moč je štela 50 konjev; njegovo letalo se je od tal lahko odlepilo po vsega 28 metrih in s tem postavilo svetovni rekord.
Brata sta se januarja 1911 odpravila na promocijsko turnejo po balkanskih mestih. Po uspešnem nastopu v Zagrebu sta se 8. januarja znašla v Beogradu, kjer je bilo vreme vetrovno tega in tudi naslednjega dne. Kljub temu in svarilom se je Edvard 9. januarja odločil za polet. Vzletel je s polja v Donjem gradu pod Kalemegdanom in uspešno preletel zidove beograjske trdnjave, ter obletel železniški most na Savi. Publika je bila nad njegovim letenjem navdušena, dokler ni njegovemu letalu močan sunek zlomil krila, krilo je padlo v Savo, letalo pa je z Rusjanom posledično strmoglavilo ob vznožje Kalemegdana, poleg tirov železniške proge. Edvard je utrpel hude poškodbe in umrl med prevozom v bolnišnico. O tem dogodku je pisal srbski arhitekt in pisatelj Aleksandar Deroko v knjigi A ondak je letio jeroplan nad Beogradom. Rusjan je bil pokopan v Beogradu ob navzočnosti 14 tisoč ljudi.

## Ostalo
Zmago Jelinčič Plemeniti, predsednik Slovenske nacionalne stranke, je decembra 2005 vložil pisno pobudo pri Vladi Republike Slovenije, da se dogovori z vlado tedanje  Srbije in Črne gore o izkopu in prenosu trupla v Slovenijo.

## Priznanja

### Poimenovanja
Po njem se od 14. junija 2008 imenuje Letališče Edvarda Rusjana v Mariboru.
Po njem se imenuje asteroid glavnega pasu 19633 Rusjan, odkrit 13. septembra 1999 na Observatoriju Črni Vrh.
Trgovsko in poslovno središče Eda Center v Novi Gorici je posvečeno spominu na Rusjana.
Po njem je poimenovano tudi letalo Alenia C-27J Spartan Slovenske vojske.